# Подобщина
Подобщините (на нидерландски: Deelgemeente; на френски: Section de commune) са териториални единици в Белгия, които нямат административни функции. Те съответстват на общините, които между 1961 и 1977 са интегрирани в по-големи единици, и често са наричани „стари общини“. Общините, които не са засегнати от процеса на консолидация, не включват подобщини.
Особен статут имат подобщините на Антверпен, които се наричат райони (district) и имат собствена администрация, а от 2000 се ползват с относително голяма автономия.
В много случаи подобщините са урбанистично интегрирани в общините или в по-големи агломерации, докато в други представляват самостоятелни селища.